# Царевна Миладинова
Царевна Миладинова (болг. Царевна Миладинова); 1 січня 1856, Струга — 18 грудня 1934, Софія) — болгарська освітня діячка, очільниця Солунської болгарської дівочої гімназії, випускниця Київської Фундуклеївської гімназії.

## Біографія

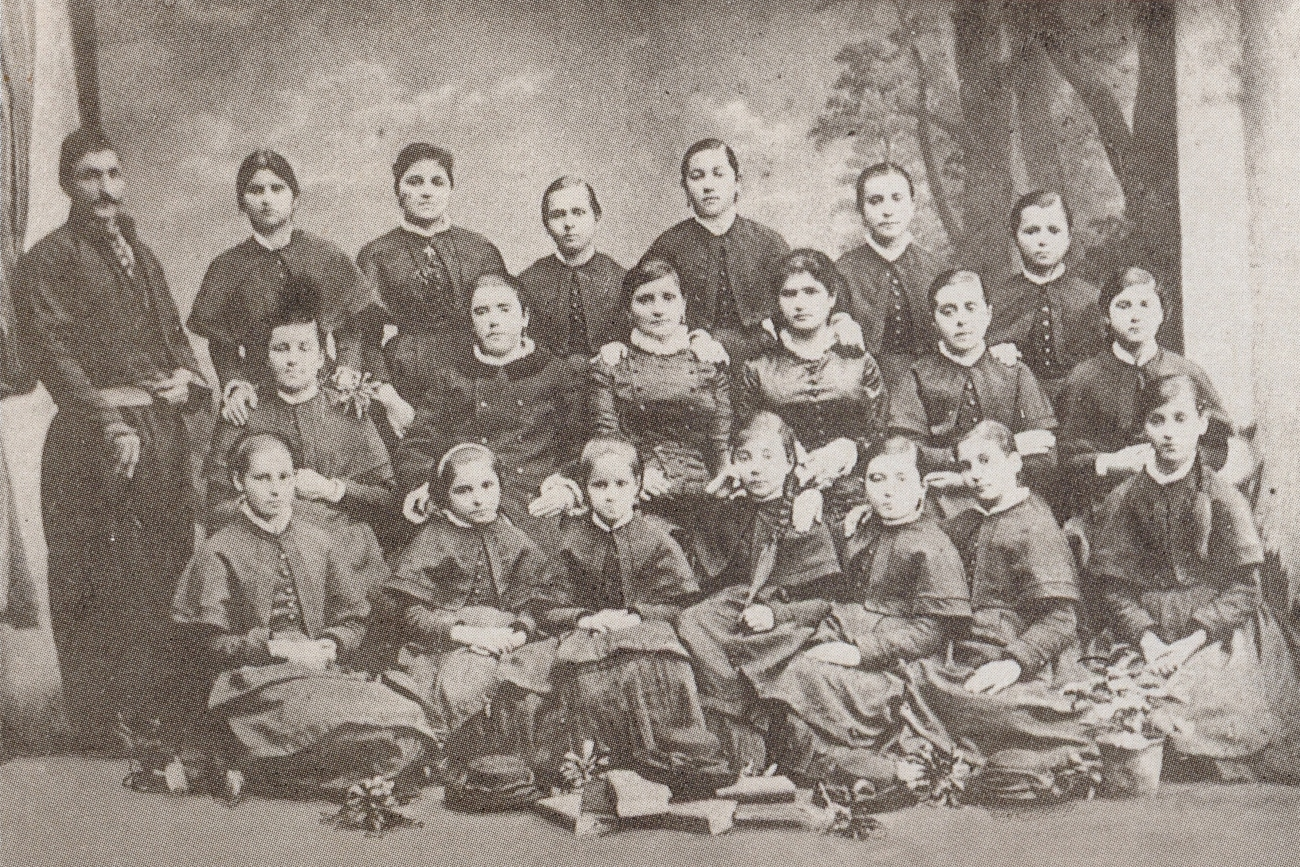
Царевна Міладінова (в центрі) з викладачами та учнями Солунської болгарської дівочої гімназії, 1882–1883

Народилася 1 січня 1856 в місті Струга. Навчалася в Київській Фундуклеївській гімназії, яку закінчила 1874.
1874 повернулася до Болгарії та з 1874 по 1880 викладала у Шуменській дівочій гімназії. У Шумені стала головою жіночого товариства «Родолюбие». 1881 викладала у дівочій гімназії в Єтрополе, а в 1882 — у Свиштові.
Брала участь у заснуванні Солунської болгарської дівочої гімназії. 1883–1884 — директор гімназії, а з 1884 по 1888 — заступник директора та викладачка літератури.
1889 в Прилепі брала участь у заснуванні школи для дівчат, яку очолювала з 1889 по 1891.
1913 переїхала до Софії, де пізніше померла.